# 유타주
유타주(영어: State of Utah)는 미국 서부에 있는 주이다. 북쪽으로 아이다호주와 와이오밍주, 동쪽으로 콜로라도주, 남동쪽 끝 한 점으로 뉴멕시코주, 남쪽으로 애리조나주, 서쪽으로 네바다주와 접하고 있다. 주도는 솔트레이크시티(Salt Lake City)이다. 'Utah 유타[*]'는 유트(Ute) 인디언족의 말로 '산에 사는 사람'이라는 뜻이다.
아메리카 대륙을 남북으로 가로지르는 로키산맥 서편을 따라 도시가 남북으로 형성되어 있다. 도시 평균해발이 1,860m인 고산지대이며 최고봉인 Kings Peak은 해발 4,126m로 만년설이 덮여 있다. 염도 27%로 어류가 살지 못하는 소금호수인 솔트레이크(Salt Lake)는 길이가 112Km에 너비가 48Km나 되며 호숫가에는 두꺼운 소금층이 얼음처럼 덮여 있다. 유타 주의 면적은 219,887km2로 남북한 총면적의 96%, 남한의 2.2 배 정도이다.

## 역사

### 원주민의 시대
수천년 전에 유타 지방에는 아메리카 원주민들이 살고 있었다. 초기의 아메리카 원주민 단체들 중의 하나인 아나사지 족은 푸에블로와 절벽의 주거들에 자신들의 집을 만들었다. 다른 초기의 아메리카 원주민 단체인 프레몬트 집은 땅을 판 주거들인 구멍 집들에 살았다. 1700년대 이전에 유타 지방에 나바호 족이 도착하여 현재 남동부 유타에서 큰 지역들을 영유하고 있다. 1700년대 후반에 유타 지방에 도달한 백인 탐험가들이 4개의 주요 종족들의 단체 - 고시유트 족, 파이유트 족, 쇼쇼니 족과 유트 족을 찾았다.

### 초기의 탐험

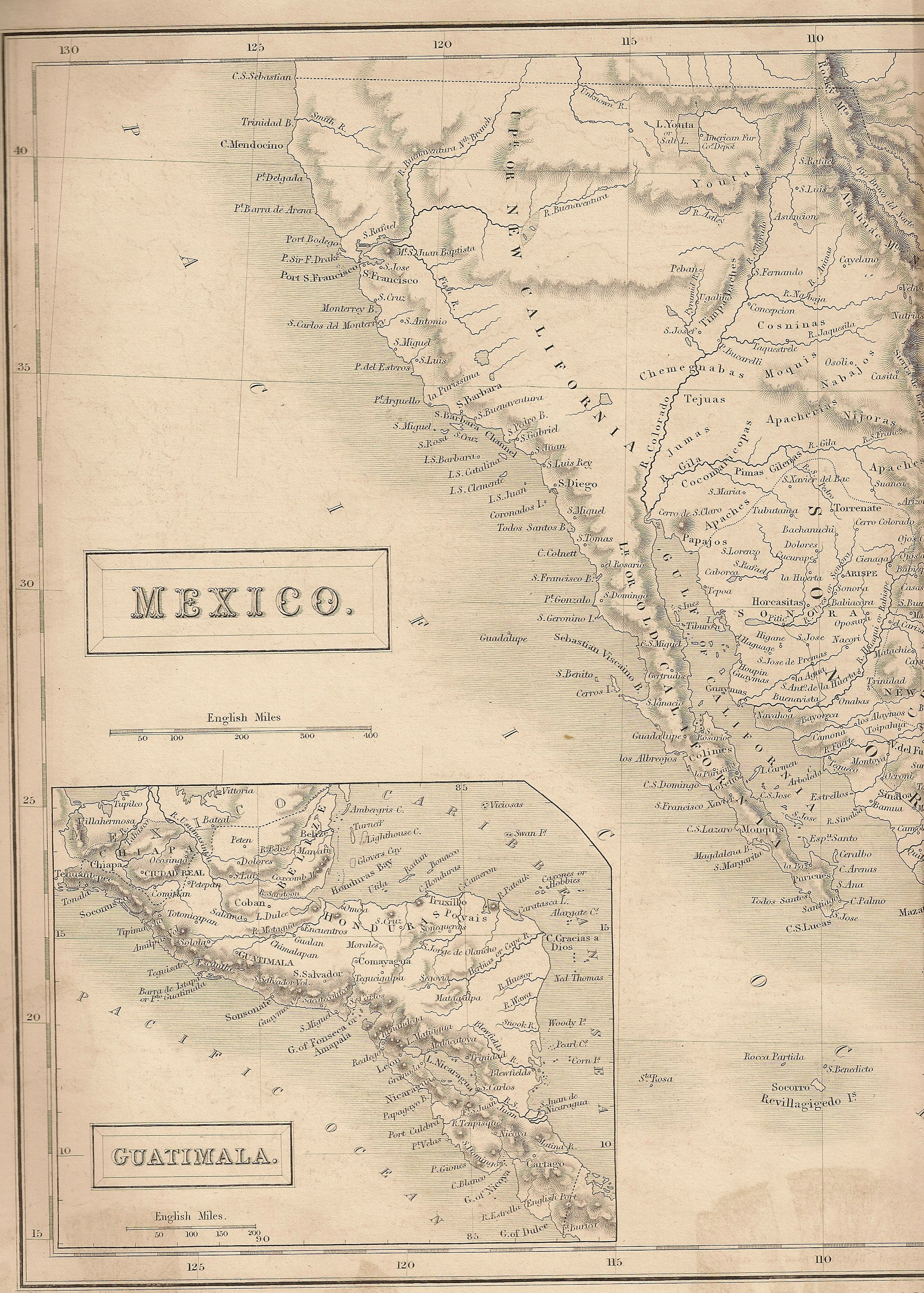
유타가 멕시코의 일부였음을 보여주는 지도 (1828년)

1765년 후안 마리아 데 리베라가 이끄는 스페인의 원정대는 오늘날의 남동부 유타 지역에 도달하였다. 1776년 미국의 식민주의자들이 영국으로부터 자신들의 독립을 위하여 싸우는 동안에 2명의 스페인의 프란체스코회 수도사들이 유타 지방으로 원정을 이끌었다. 그들은 실베스트레 벨레스 데 에스칼란테와 프란시스코 아타나시오 도밍게스였다. 수도사들은 유타 호수에 도달하였다. 후에 몇몇의 다른 스페인인들이 지방을 방문하였다. 그러나 스페인은 거기에 식민지들을 세우는 데 흥미를 가지지 않았다. 이 지방을 방문하는 첫 미국인들은 아마 1811년과 1812년 현재의 북부 유타를 지나갔을 것이다. 그들은 모피 교역 원정의 일부였다.
유명한 스카우트 짐 브리저는 아마 그레이트솔트호를 보는 데 첫 백인이었을 것이다. 그는 1824년-1825년의 겨울 동안에 그 기슭들에 도달하였다. 브리저는 짠물을 맛보고 자신이 해양을 찾았는 줄 알았다. 뉴멕시코주 타오스, 미주리주 세인트루이스와 현재의 몬태나주와 워싱턴주에 있는 영국의 주둔지들로부터 수백명의 모피 사냥꾼과 교역자들이 곧 그 지역에 왔다. 1830년으로봐서 여행자들은 뉴멕시코주 샌타페이에서 로스앤젤레스로 가는 데 중부 유타를 지나갔다.

### 후기성도들

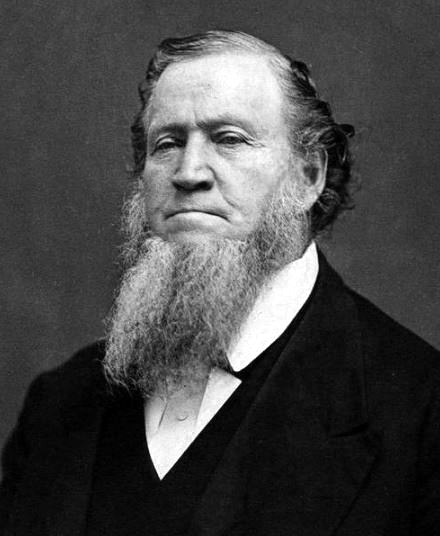
브리검 영

후기성도(몰몬교도)들은 유타의 첫 영구적 백인 정착자들이었다. 이들은 예수 그리스도 후기성도 교회에 속하였다. 1830년 조셉 스미스 주니어가 뉴욕주 파예트에서 처음 이 교회를 설립하였다. 브리검 영은 1844년 스미스의 사망 후에 후기성도들의 지도자가 되었다. 그러나 후기성도들은 자신들이 가는 곳마다 거의 박해를 당하였다. 후기성도들은 그들의 종교적 자유를 찾기 위해 오하이오주, 미주리주와 일리노이주로 계속 이동하였다. 1846년 영은 후기성도 무리를 이끌고 서부로 향하였다. 그들은 1847년 그레이트솔트 호 지방에 도달하여 영은 거기에 정착하였다. 그는 정착 후 후기성도들을 위한 공동체들을 계획하였다.
후기성도들의 많은 단체들은 북중부 유타의 계곡들에 정착하였다. 그들은 계곡들을 관개하여 농장일을 생산적으로 만들었다. 1840년대 후반에 메뚜기의 무리들이 계곡들에 침입하여 정착자들의 수확물을 망치는 데 위협을 주었다. 그러나 그레이트솔트 호에서 온 갈매기들이 메뚜기들을 잡아 먹었다. 갈매기는 후에 주를 상징하는 새가 되었고, 솔트레이크시티에 갈매기들의 기념비가 세워졌다. 한편 정착자들의 수확물을 공격한 메뚜기의 일종은 몰몬 메뚜기로 알려지게 되었다.
1849년 후기성도들은 자신들의 영구 이주 기금을 설립하였다. 이 기금은 솔트레이크 계곡으로 이주하는 데 돈을 댈 능력이 없는 많은 후기성도들을 유타로 데려오는 데 도움을 주었다. 기금은 대략 40년 동안이나 운영되었고, 덴마크, 잉글랜드, 노르웨이, 스코틀랜드, 스웨덴과 웨일스에서 온 많은 이들을 포함한 대략 80,000명의 후기성도들을 유타로 데려왔다.

### 인디언들의 관계
후기성도와 인디언들 사이의 관계들은 처음에 평화로웠다. 그러나 어떤 인디언들은 자신들의 대지를 가져간 정착자들에 분개하였다.
1853년이 시작되면서 워커라고 불리는 유트 족의 추장이 몇몇의 후기성도의 정착지들에 공격들을 이끌었다. 이 공격들은 워커 전쟁으로 알려졌다. 1854년 브리검 영은 공격들을 끝내는 데 워커를 설득시켰다. 몇년들 동안에 정착자들과 인디언들은 평화롭게 살았다. 그러나 1865년 또다른 유트 족의 추장 블랙 호크가 준주를 상대로 봉기를 이끌었다. 다른 종족들이 싸움에 가담하고 많은 후기성도들과 인디언들이 살해되었다. 정착자들은 1백만 달러 이상의 손해를 겪었고, 인디언들은 자신들의 종족에 속한 대지들의 통치권을 잃었다. 블랙 호크와 그의 부하들은 1867년 싸움을 멈추고 1868년에 조약을 맺었다. 하지만, 다른 인디언들은 1872년 후순까지 이따금식 작은 봉기를 일으켰다. 이후 유트 족의 대부분은 유인타 분지에 있는 보호 구역에 정착하였다.
배노크 족과 쇼쇼니 족은 1863년 패트릭 E. 코너 아래의 미국 육군이 아이다호 남동부에서 일어난 베어강의 전투에서 그들을 물리칠 때까지 유타 북부와 아이다호 남부에서 급슥들을 일으켰다.

### 준주 시대와 주 지위

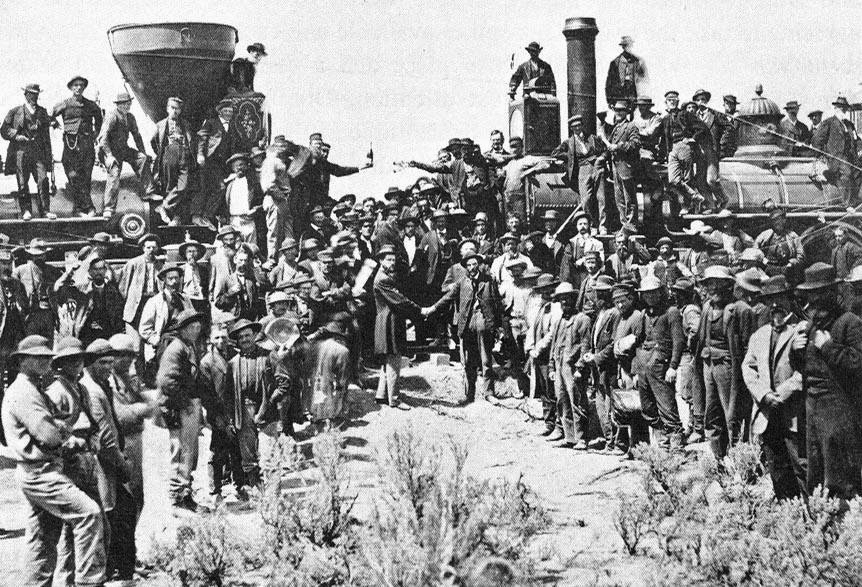
1869년 프로몬터리에서 완공된 대륙횡단열차의 시스템

유타 지방은 1847년 후기성도들이 처음으로 도착하였을 때 멕시코에 속하였다. 당시 미국과 멕시코는 멕시코 전쟁에서 싸우고 있었다. 미국이 승리하고 멕시코로부터 유타 지방을 포함한 대지의 큰 지역을 얻었다.
1849년 후기성도들은 데저렛 주를 설립하였다. 그들은 브리검 영을 총독으로서와 함께 일시적 정부를 세웠다. 교회의 지도자들은 다른 정부 사무소들을 채웠다. 정착자들은 헌법을 채택하고 합중국에 편입되는 데 의문을 두었다. 그러나 의회는 미국에서 노예 제도의 의문에 격심한 토론에 교전하였다. 이 토론은 1850년 타협에서 결과를 가져왔다. 타협의 일부는 영을 첫 준주의 총독으로서 유타 준주를 설립하였다. 영토는 오늘날 유타 주의 동부와 서부로 멀리 넓혔다.
1849년과 1895년 사이에 유타 준주는 지속적으로 정식 주로 미합중국에 가입을 청원하였다. 그러나 의회는 후기성도들이 일부다처제를 실시하고 있다는 이유로 유타준주를 정식 주로 편입하는 것을 거부하였다. 30 퍼센트에 가까운 유타의 가족들은 일부다처제 가정이었다.
제임스 뷰캐넌 대통령은 유타 준주에 대해 후기성도들로부터 독립된 통치권을 얻기를 원하였다. 1857년에 그는 조지아주의 앨프레드 커밍을 준주 총독으로 임명하였다. 뷰캐넌 대통령은 임명을 집행하기 위해 연방군을 보냈다. 이러한 일련의 사건은 몰몬 전쟁으로 알려졌다. 군인들은 유타를 통하여 행렬하고 겨울 동안에 길을 따라 멈추었다. 9월에는 후기성도의 단체와 그들과 결탁한 인디언들이 유타를 지나가는 아칸소주와 미주리주에서 온 대략 140명의 여행자들의 일행을 공격하였다. 이 여행자들이 유타주를 지나가는 동안 이들이 후기성도들에게 적대적이며 교회에 반대하는 사람들이라는 소문이 후기성도들 사이에서 퍼졌다. 이 공격에서는 아이들을 포함한 많은 사람들이 사망하였으며 이 사건은 매도우 산의 대학살로 지금까지 알려졌다.
1858년의 봄에 연방군은 유타에 도착하였다. 연방군은 3년 동안 머물렀고 그 후에 전쟁이 끝났다. 이 시기를 지나며 후기성도들과 군인들은 서로 불편한 관계가 되었다. 대통령의 명령을 따라 준주 지사직에서 물러난 브리검 영은 더 이상 준주 지사가 아니었으나 후기성도들의 종교적 지도자로 계속 남아있었다. 한편 유타 전쟁에 참가한 군인들은 1861년 남북 전쟁이 시작될 때 하나씩 유타를 떠났다.
1860년대에 유타의 경계들이 몇 번이나 변하였다. 준주의 일부 영토들은 네바다, 콜로라도와 와이오밍 주에 주어졌다. 의회는 1868년 유타의 현재 경계를 확립하였다.
1860년 4월 3일, 조랑말 속달 우편은 미국 동부와 서부를 가로질러 편지를 전달하기 시작하였다. 조랑말 속달 우편의 기수들은 미주리주 세인트조지프와 캘리포니아주 새크라멘토 사이를 이동하는 동안 유타를 거쳐갔다. 그러나 1861년 10월 26일, 워싱턴 D. C.와 샌프란시스코 사이에 전신선이 놓이면서 조랑말 속달 우편은 역사속으로 사라지게 되었다.
한편, 1862년 의회는 일부 다처를 금지하는 법률을 통과시켰다. 같은 해에 패트릭 E. 코너 대령 휘하의 연방군이 다시 유타로 보내졌다. 코너는 천연 자원이 풍부한 서부로 가자며 자신의 군인들에게 용기를 주었다. 1863년 금와 은이 빙엄 캐니언에서 발견되었다. 코너는 이러한 사실을 미국 동부로 전달하였다. 그는 광업의 붐이 수많은 비 후기성도들을 유타로 데려와 준주내 후기성도의 세력을 축소할 수 있으리라 희망하였다. 그러나 1860년대의 낙후된 교통은 유타의 천연 자원을 개발하는 데 있어 장애물이었다. 소수의 시굴자들은 준주에 찾아왔고 이후 1870년대에 접어서야 많은 광업 회사들이 유타에서 번성하였다.
대륙 횡단 열차를 위한 계획들은 1850년대에 처음으로 만들어졌다. 1863년 센트럴 퍼시픽 철도가 새크라멘토에서 동부로 향하여 지어지기 시작하고, 네브래스카주 오마하로부터 서부로 유니언 퍼시픽 철도가 지어졌다. 이 2개의 철도는 1869년 5월 10일 유타 주의 프로몬터리에서 만났다. 철도 건설의 붐은 곧 유타에서 시작되었다.
1880년대에 연방 법원은 반 일부다처제 법률들을 집행하였다. 대략 1,000명의 후기성도들은 벌금형을 받거나 교도소로 보내졌다. 1887년에 통과된 법률은 후기성도들의 교회 재산을 미국 정부가 차압하는 등의 내용을 담고 있었고 예수 그리스도 후기 성도 교회의 법인 등록을 무효화하였다. 이에 따라 1890년 교회 회장인 윌포드 우드럽은 공식 선언을 통해 일부다처제를 금지하였고 1904년까지 점차적으로 일부다처제는 후기성도 사회에서 사라져갔다.
이후 유타 주는 1896년 1월 4일 합중국으로 편입되었다.

### 1900년대 초반
1900년대 초반은 남북 전쟁 이후에 시작된 철도 건설의 확장을 가져왔다. 철도들은 유타 주의 농산물과 광물을 위한 새로운 시장들을 열었다. 유타 주의 농부들은 가축의 운영들을 증가시켰고, 육우와 양이 중요한 축산물이 되었다. 표층 광업의 방법들이 1906년 빙검 캐니언에 소개되었다. 주의 구리 생산이 거대하게 증가하였다. 큰 연방 관개 프로젝트가 1913년 스트로베리 강에 완료되어 유타 주의 관개 농장의 수를 늘였다.
1900년대 초반 동안에 큰 제련소들이 솔트레이크 계곡에 지어지고 유타 주의 제련업이 번창하였다. 1917년 미국이 제1차 세계 대전에 참전한 후에 주의 광산들은 비철 금속을 연합군에 공급하였다.
유타 주는 1930년대의 대공황에 의하여 타격을 받았다. 광업이 고통을 겪고 농장 가격들이 떨어졌다. 유타 주는 국가에서 실업자들의 가장 높은 퍼센티지 중의 하나를 가졌다. 주의 경제는 대공황이 완화될 때 1930년대 후반에 향상되었다.

### 1900년대 중반

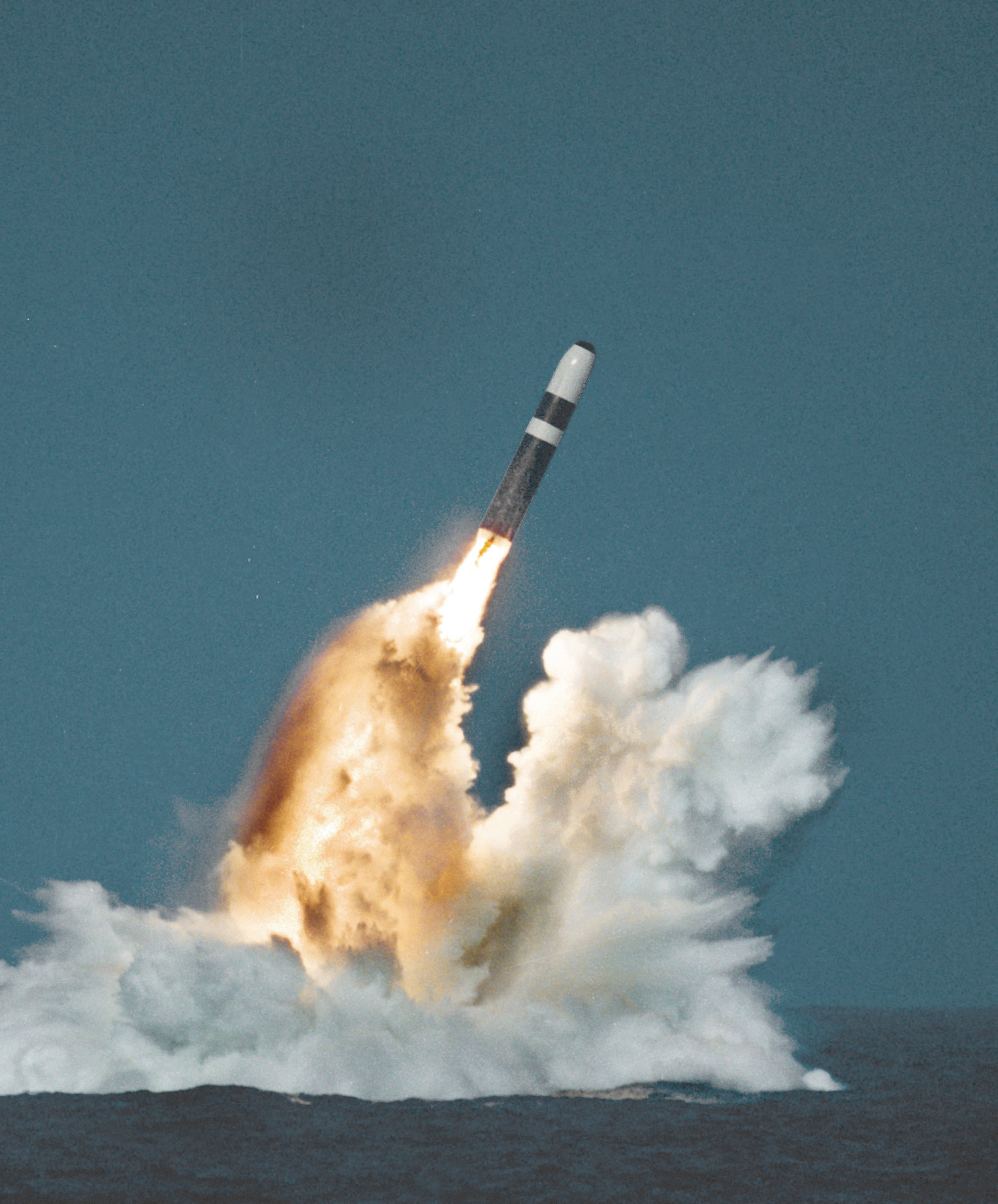
브리검시티에서 수행된 미사일 실험

유타 주의 제조업과 광업이 제2차 세계 대전이 일어나는 동안에 번영하였다. 전쟁이 끝난 후에 정부는 유타 주에서 그 활동들을 증가시켰다. 전쟁이 일어나는 동안에 설립된 군사 시설들이 확장되었다. 1950년대에 미사일 지대들이 브리검시티, 오그덴과 솔트레이크시티에 세워졌다. 1959년으로 봐서 주는 미사일 생산의 중심지가 되었다.
1940년과 1970년 사이에 유타 주는 농업에서 공업의 주로 바뀌었다. 철강의 제조업이 중요한 산업이 되었다. 1952년 풍부한 우라늄의 매장량이 모압 근처에서 발견되었다. 석유와 가스 지대들이 유타 주의 동부와 남공부에서 개발되었다. 1960년대 초반에 플레이밍 고지 댐, 글렌 캐니언 댐과 많은 작은 댐들의 건설이 더욱 나가서의 산업 번창을 가져왔다.
관광업이 1950년대와 1960년대 동안에 주에서 중요한 산업이 되었다. 도시 거주인들의 수의 증가는 더 많은 오락 시설들을 위한 요규들로 이끌었고, 주의 실외 오락 지역들의 개발이 붐을 일으켰다. 와사치 산맥에 있는 스키 리조트들은 전국을 통해서 온 방문객들을 끌어들였다.
1960년대 동안에 유타 주의 경제는 여러 퇴보를 겪었다. 1963년 주에서 생산된 미사일 부분을 위한 필요함이 쇠퇴하고 유타 주의 미사일 산업의 가격이 떨어졌다. 미네랄 가격에서 폭락이 주의 미네랄 산품들의 가격이 떨어지는 원인을 가져왔다.
1940년대 후반부터 1960년대 초반까지 유타 주의 학교들을 운영하는 비용이 치솟았다. 1963년 유타 주의 교육인들은 교육에 주의 원조에서 2천 5백만 달러 이상을 추구하였다. 입법부는 1천 1백만 달러를 마련하였다. 조지 D. 클라이드 주지사는 유타 주의 교육적 필요함들을 시험하는 데 위원회를 세웠다. 1964년 위원회는 클라이드가 주의 경제를 무력으로 만들 것 같은 느낌이 들면서 그가 거부한 요청인 또 다른 6백만 달러에 의하여 증가될 주의 원조를 주장하였다.
국립 교육 협회는 전국을 통하여 교육인들에게 문제가 해결될 때까지 유타 주에서 직업들을 받아들이지 말것을 주장하였다. 전에 없던 미국의 교사들이 주 전체에 대항하는 항의를 결성하였다. 1965년 입법부는 2년 동안 2천 5백만 달러에 의하여 학교의 원조를 늘였다. 국립 교육 협회는 그 항의를 끝냈다.
1960년대 동안에 환경 근심들이 유타 주에서 증가된 주목을 받았다. 1968년 미국 육군이 잘못으로 대략 6,000마리의 양들을 독살하면서 주의 서부에서 신경 가스가 시험되었다. 유타 주민들은 주에서 이런 화학물의 시업과 저장을 끝내는 요구를 하였다. 추가로 유타주 입법부는 1969년 늘어나는 공해를 싸우는 데 주 전체의 프로그램을 세웠다.

### 1900년대 후반
1970년대 초반 동안에 주 전체의 석유 부족이 유타 주에서 석탄 생산을 증가시키는 데 이끌었다. 또한 주에서 연방적으로 소유된 유혈암 지대를 임대하는 데 몇몇의 석유 회사들이 수백만 달러를 투자하였다. 그러나 1970년대 후반에 혈암석에서 생산한 석유의 높은 가격과 가능한 공해 문제들에 근심이 유타 주의 유혈암 자원들의 개발을 연기하였다.
유타 주의 경제는 1980년대에 그 기초를 넓혔다. 서비스업과 관광업이 확장되고 컴퓨터 소프트웨어 비지니스들이 주에서 발전되었다. 어떤 산업들은 고통을 겪었으나 전체로서 다양성이 1980년대와 1990년대로 들어가 경제 향상으로 이끌었다.

### 21세기
주거와 산업적 향상의 높은 비율이 주의 제한된 수자원을 위한 요구를 늘였다. 수로, 운하, 댐과 저수지의 조직 센트럴 유타 프로젝트는 필요성에서 주의 일부들에 물을 지시한다. 많은 유타 주의 공동체들에 이득을 준 큰 사업에 일이 1967년에 시작되어 2000년대 초반으로 지속되었다. 주의 수자원 분배 조직을 향상시키는 데 추가로 유타 주의 공무원들은 또한 물을 아끼는 데 도구 보존 측량에 일하기도 하였다.
유타 주는 또한 다른 도전들을 향하였다. 자원 보호론자와 다른 주민들은 대지 이용에 관해서 논쟁들에 잠긴 체로 남아있었다. 자원 보호론자들은 유타 주의 사막과 산 지역들의 일부는 보호되어야 한다고 주장하였다. 다른 주민들은 발전소, 광업과 다른 목적들을 위한 대지를 이용하는 데 호의를 가졌다. 교육비가 유타 주에서 문제로 남아있었다. 가족과 교육에 몰몬교의 중요성의 이유로 유타 주민들은 큰 가족들을 가지고 다른 주의 주민들보다 학교에서 더 많은 세월을 평균하여 높은 가격들로 이끌었다.
2002년 동안에 유타 주는 동계 올림픽을 개최하면서 국제적 주의의 초점이 되었다. 주에서 관광업이 붐을 일으켰다.
2003년 조지 W. 부시 대통령은 유타 주지사 마이클 O. 리빗을 미국 환경 보호 대리에 지휘하는 데 임명하였다. 부지사 올린 워커가 그 자리를 이어받았다. 워커는 유타 주지사를 지내는 데 첫 여성이 되었다. 그녀는 2005년을 통하여 존 M. 헌츠맨이 그녀의 뒤를 이을 때 주지사를 지냈다. 헌츠맨은 2008년에 재선되었으나 2009년 버락 오바마 대통령이 그를 중화인민공화국 주재 미국 대사로 임명할 때 사임하였다. 부지사 게리 R. 허버트가 헌츠맨의 뒤를 이어 주지사가 되었다.

## 경제

### 서비스업

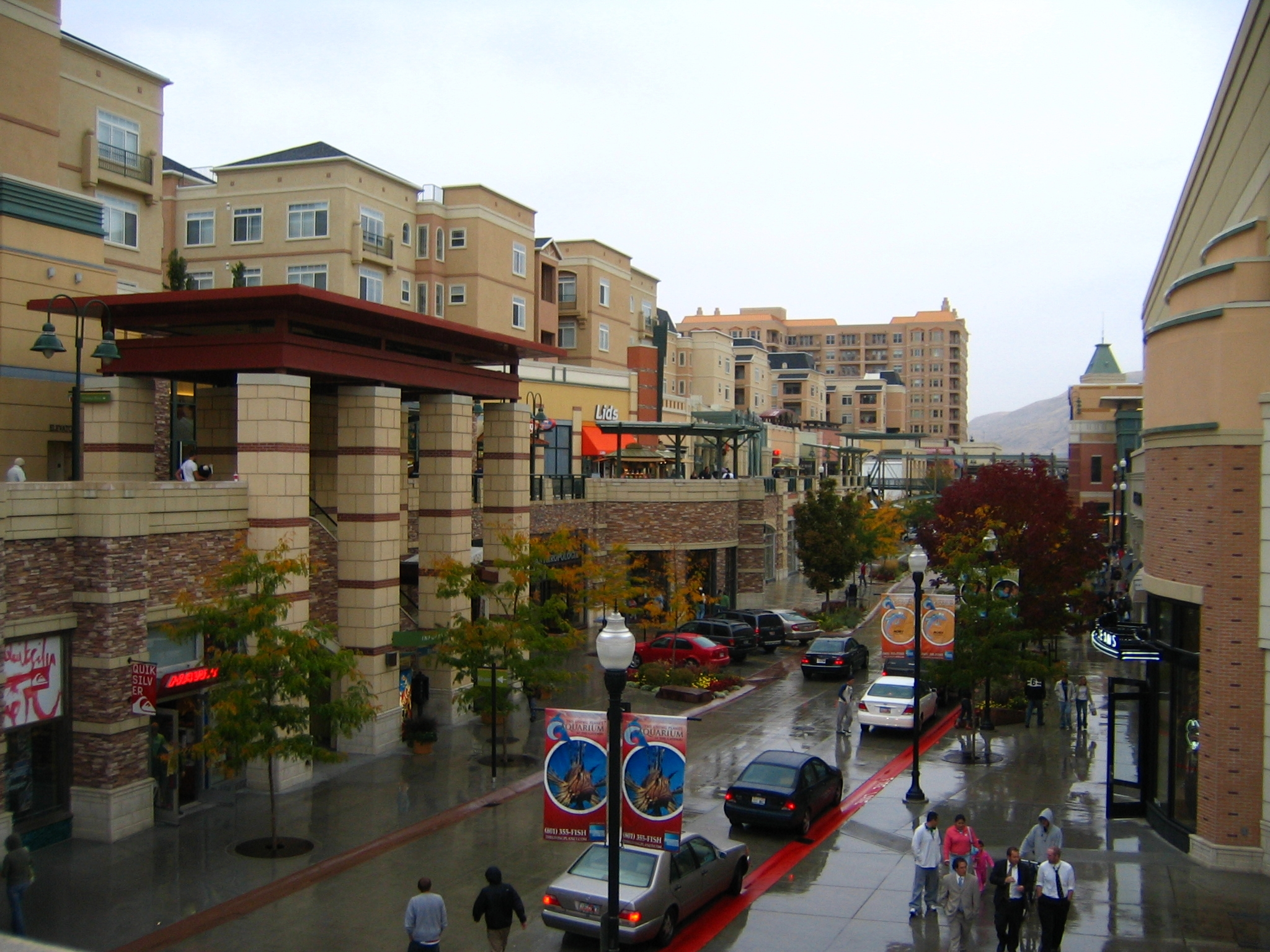
게이트 솔트레이크

서비스업은 유타주 국내총생산의 거대한 부분을 차지하며 대부분 메트로폴리탄 지역들에 집중되어 있다.
주도인 솔트레이크시티는 정부 활동의 중심지이며, 주의 주요 금융의 중심지이다. 많은 호텔, 식당과 소매상들은 오그덴, 프로보와 솔트레이크시티 지역들에서 운영된다.
몇몇의 크레디트 카드 회사들이 유타 주에서 큰 운영들을 가지고 있다. 부동산 부문은 많은 새로운 주택과 사무소 건물들에 결과를 가져온 주의 재빠른 인구 성장으로부터 이익을 얻는다. 힐 공군 기지는 유타 주의 지도적인 고용주들 중의 하나이다.

### 제조업
컴퓨터와 전자 제품, 가공 식품과 교통 수단은 유타 주의 지도적인 제조품들 중에 있다. 통신 용구, 컴퓨터 마이크로칩과 과학적 수단들은 지고적인 전자 제품들이다. 유타 주의 전자 용품의 대부분은 솔트레이크시티와 오그덴 지역들에서 만들어진다. 가공 식품들은 낙농제품, 과일과 채소의 조림과 정육 제품들을 포함한다. 우주선을 위한 로케트 추진 조직망, 무기 조직망과 자동차를 위한 에어백은 브리검 시티와 솔트레이크 시티의 근처에서 제조된다.
유타 주의 다른 제조품들은 석유 제품과 제1의 금속을 포함한다. 알루미늄과 구리는 주에서 생산되는 중요한 금속들이다.

### 광업

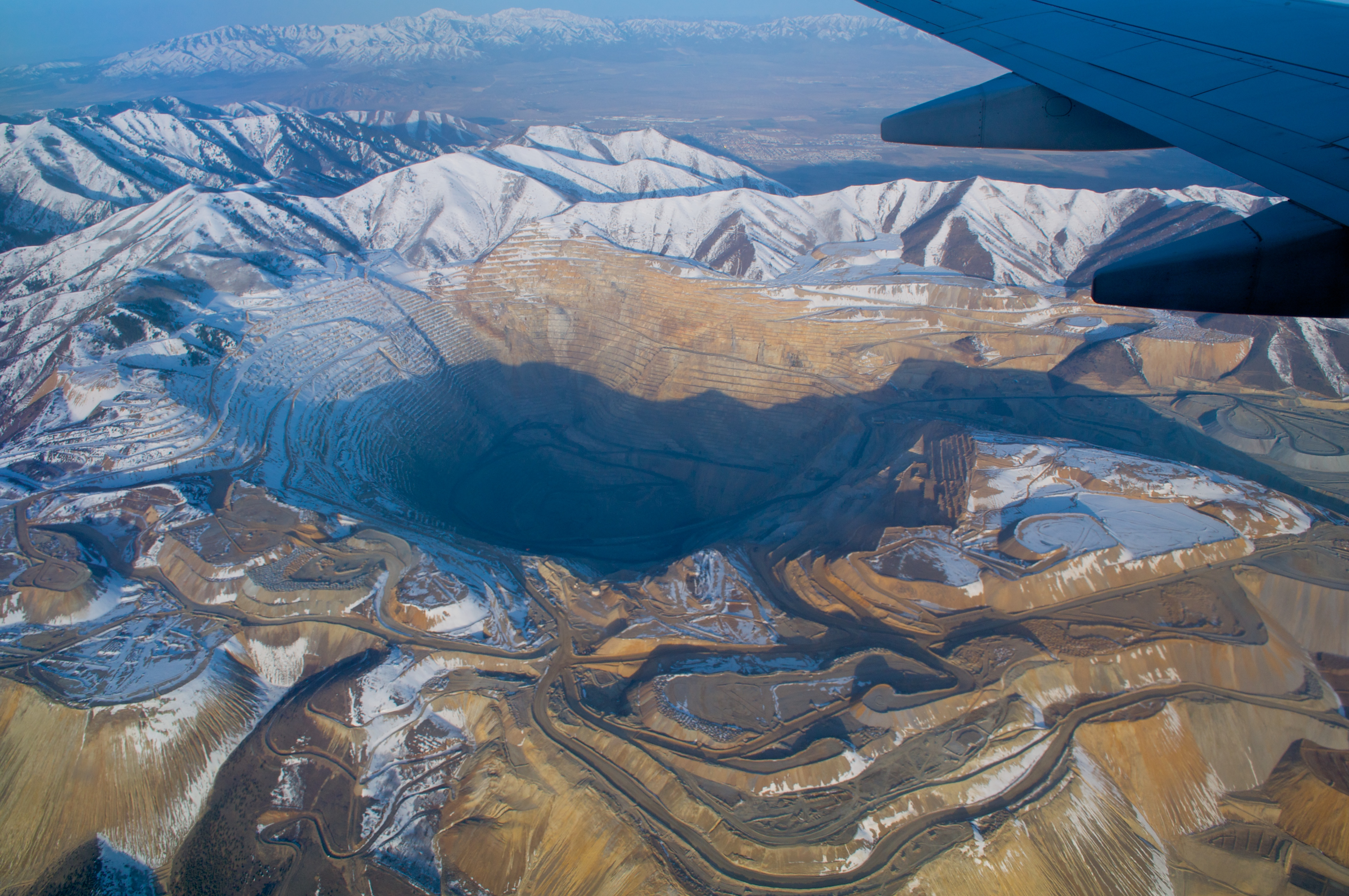
빙검 광산은 지도적인 구리의 체굴지이다.

유타 주의 가장 가치적 광물들은 석탄, 구리, 몰리브덴, 천연가스와 석유이다. 유타 주의 석탄은 거의 주의 중부에서 왔다. 구리와 몰리브덴은 둘 다 솔트레이크시티 근처에서 채굴된다. 금과 은은 물론, 유타 주는 구리와 몰리브덴 둘 다의 지도적인 생산주이다. 유타 주의 동부는 천연가스와 석유의 큰 양을 생산한다. 유인타 카운티는 아스팔트의 고체 형성인 길소나이트를 생산하는 단 하나의 지역이다. 그레이트 솔트 레이크의 물은 마그네슘과 천연 소금을 생산하는 데 쓰인다.

### 농업
농장 지대는 유타 주의 대략 20 퍼센트를 덮고 있다. 가축과 축산물은 주의 총농장 소득의 대략 70 퍼센트를 마현한다. 육우와 우유는 유타 주의 지도적인 농산물이다. 육우와 젖소는 둘다 주의 전역을 통하여 사육된다. 달걀, 돼지와 양도 또한 중요한 농산물이다. 많은 돼지들은 비버, 캐치와 아이언 카운티들에서 사육된다. 유타 주는 미국에서 지도적인 양 사육주들 중에 랭킹에 들어와있다.
수확물은 유타주 농장 소득의 대략 30 퍼센트를 차지한다. 주의 지도적인 수확물 건초는 주의 전역을 통하여 자란다. 보리, 옥수수와 밀은 주의 북부에서 자란다. 유타 주의 과일은 사과, 체리와 복숭아를 포함한다. 온실과 종묘품도 또한 중요하다.

## 주민
| 인구조사                      | 인구      | Note | %±     |
| ----------------------------- | --------- | ---- | ------ |
| 1850년                        | 11,380    |      | —      |
| 1860년                        | 40,273    |      | 253.9% |
| 1870년                        | 86,336    |      | 114.4% |
| 1880년                        | 143,963   |      | 66.7%  |
| 1890년                        | 210,779   |      | 46.4%  |
| 1900년                        | 276,749   |      | 31.3%  |
| 1910년                        | 373,351   |      | 34.9%  |
| 1920년                        | 449,396   |      | 20.4%  |
| 1930년                        | 507,847   |      | 13.0%  |
| 1940년                        | 550,310   |      | 8.4%   |
| 1950년                        | 688,862   |      | 25.2%  |
| 1960년                        | 890,627   |      | 29.3%  |
| 1970년                        | 1,059,273 |      | 18.9%  |
| 1980년                        | 1,461,037 |      | 37.9%  |
| 1990년                        | 1,722,850 |      | 17.9%  |
| 2000년                        | 2,233,169 |      | 29.6%  |
| 2010년                        | 2,763,885 |      | 23.8%  |
| 2019 (추산)                   | 3,205,958 |      | 16.0%  |
| 출처: 1910–2010 2019 estimate |           |      |        |

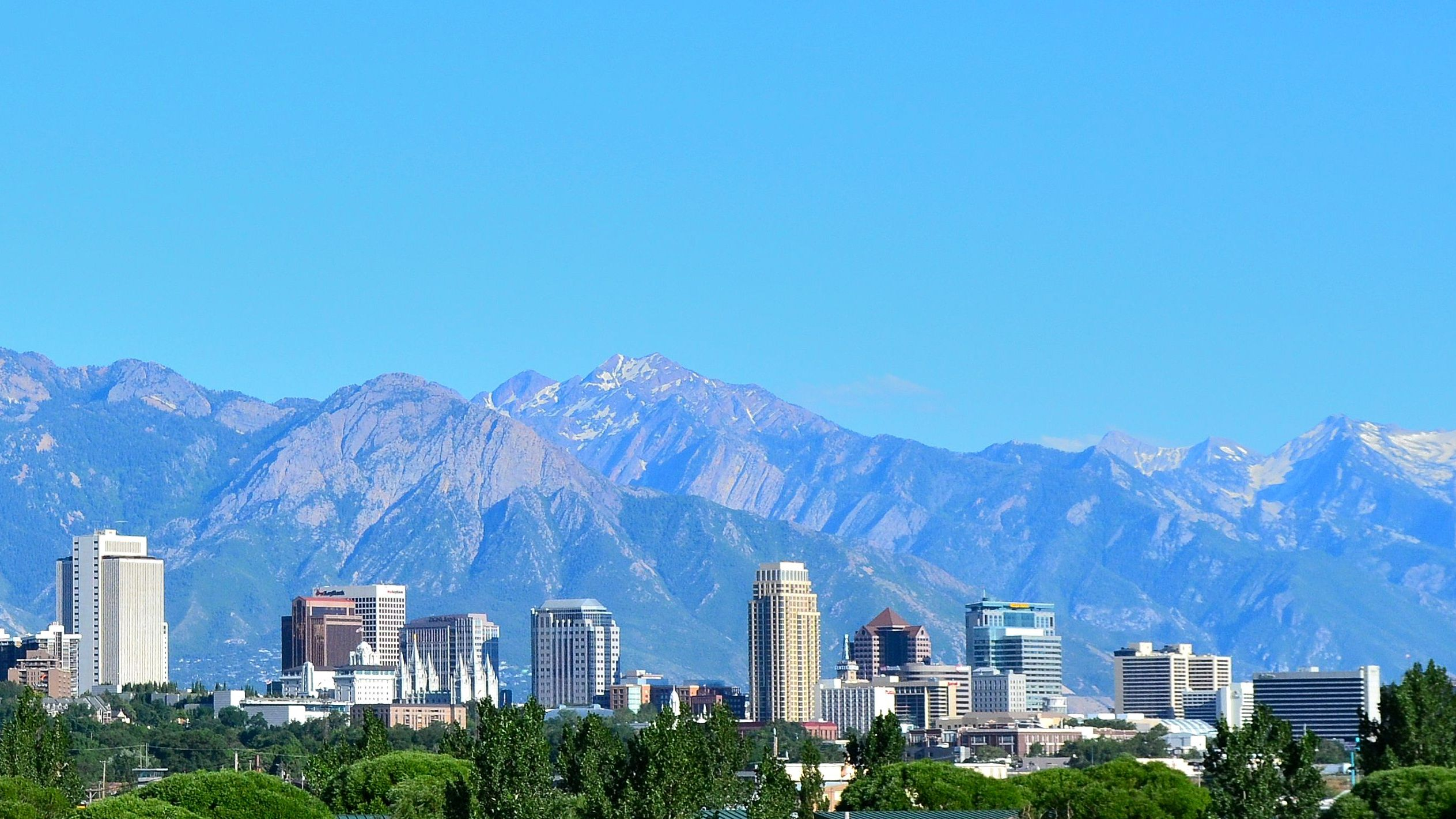
솔트레이크시티의 전경

2000년 미국 인구 조사국은 유타 주의 인구가 2,233,169명이라고 보고하였다. 주의 인구는 1990년의 1,722,850명에서 대략 30 퍼센트나 증가하였다. 2000년 조사국에 의하면 유타 주는 50개의 주들 중에 인구 수가 34위이다.
유타 주민의 대략 90 퍼센트는 주의 5개의 메트로폴리탄 지역들에 산다. 오그덴-클리어필드, 프로보-오렘, 세인트조지와 솔트레이크시티 메트로폴리탄 지역들은 주의 전체에 걸쳐있다. 로건 메트로폴리탄 지역은 아이다호주로 뻗어있다. 유타 주민의 대략 45 퍼센트는 솔트레이크시티 메트로폴리탄 지역에 산다. 솔트레이크시티는 주도이자 주에서 가장 큰 도시이다. 5개의 75,000명 이상 도시들이 있는데 크기의 순서로는 웨스트밸리시티, 프로보, 샌디, 오렘과 오그덴이다.
히스패닉이 아닌 백인들이 주 인구의 대략 85 퍼센트를 차지한다. 히스패닉은 대략 9 퍼센트를 차지하고, 영국, 독일, 덴마크, 아일랜드 계통의 주민들이 가장 많다.
유타 주민의 대략 70 퍼센트는 예수 그리스도 후기성도 교회의 신도이다. 다른 교회 일원들의 대부분은 로마 가톨릭교회나 다른 개신교이다. 유타 주에는 5천여 명의 한인이 살고 있다. 대부분 솔트레이크시티 주변에 살고 있으며 일반 이민자를 중심으로 유학생, 종교인, 국제 결혼한 군인 가족으로 구성되어 있다.

## 교육
- 브리검영 대학교(Brigham Young University)
- 유타 대학교(University of Utah)
- 유타 주립 대학교(Utah State University)
- 웨버 주립 대학교(Weber State University)
- 유타 밸리 대학 (Utah Valley University)